# Holštejn

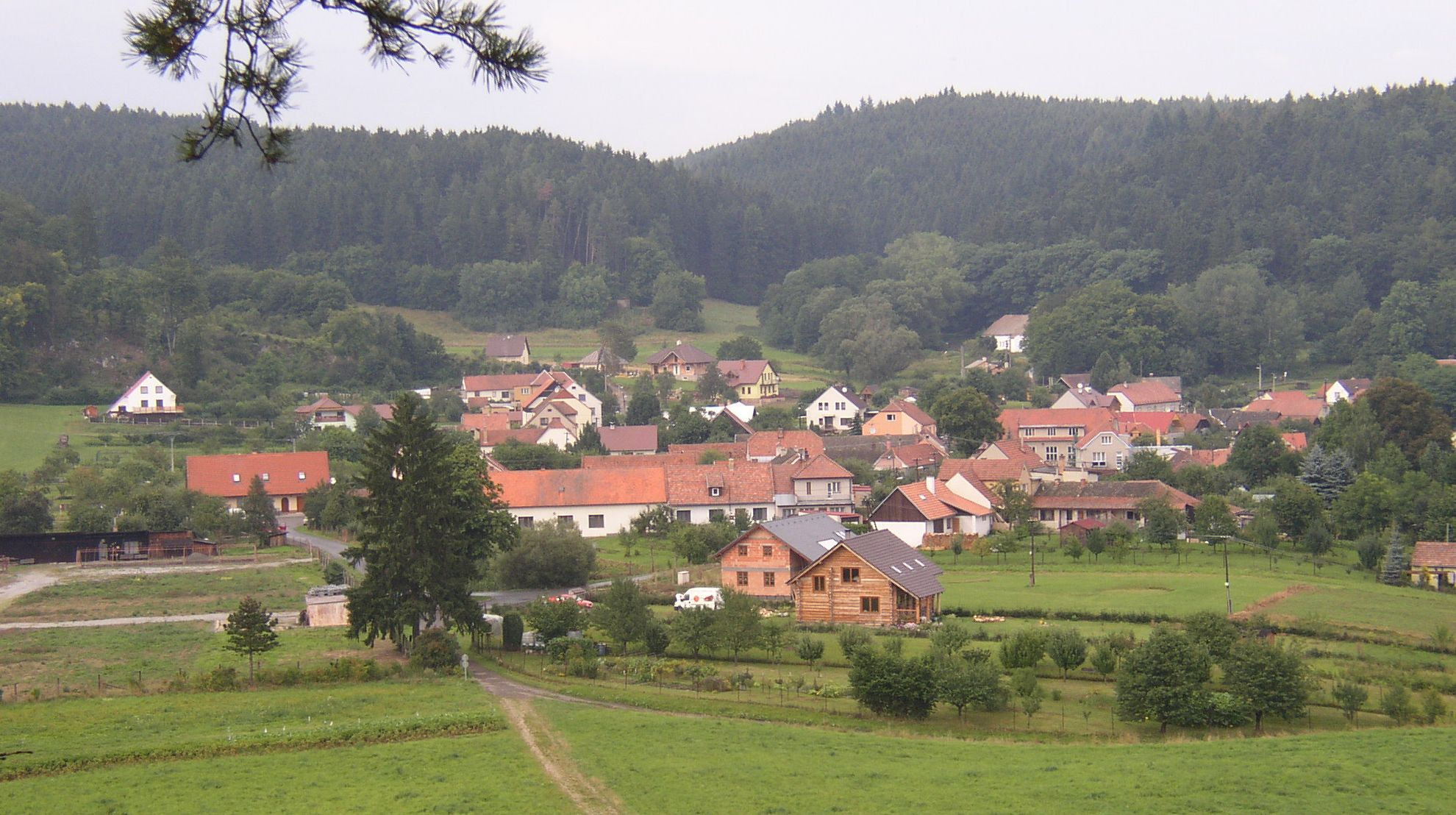
Holštejn von der Burg Holštejn aus gesehen

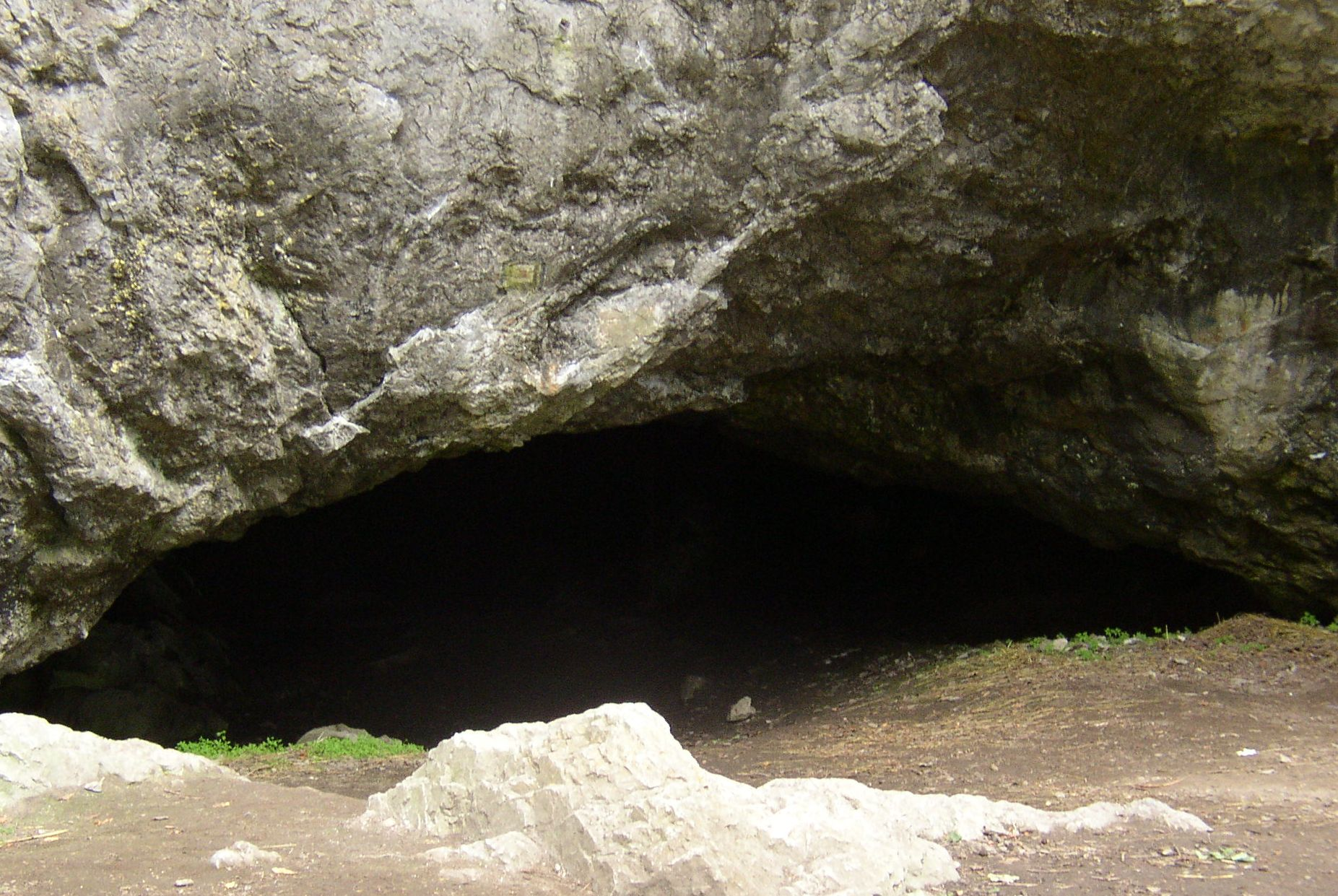
Höhle Hladomorna

Holštejn (deutsch Holstein,  früher auch Hohlstein bzw. Hohlenstein) ist eine Gemeinde in Tschechien. Sie befindet sich im Mährischen Karst, 11 km östlich von Blansko und gehört dem Okres Blansko an.
Das Dorf liegt im Tal des Holsteiner Baches, der hier auch zwei Mühlen (Zukalův Mlýn und Vaňousův Mlýn) antreibt. Die Zukalův Mühle wurde zu einem Denkmal des Kraj erklärt. Westlich von Holštejn erstreckt sich eine langgezogene schmale Kette von Karstfelsen, auf denen im Süden des Ortes die Reste der namensgebenden Burg Holštejn (Holstein) zu finden sind. Südlich der Burgruine fließt der Bach in von zahlreichen Höhlen und Dolinen gekennzeichneten Felsen ein.
In der südlichen Umgebung von Holštejn werden die Steinbrüche Malá und Velká Dohoda betrieben.

## Geschichte
Die erste Erwähnung von Holstein stammt aus dem Jahre 1334. Vor 1321 gelangte es an die Herren von Holstein, die ihren Namen von der gleichnamigen Burg erwarben, die sie bis 1437 besaßen. Bereits 1430 wurde Holstein als Städtchen bezeichnet. Zwischen 1535 und 1550 wurde die Stadt wüst. Das heutige Dorf entstand 1791 auf dem Gelände des ursprünglichen Herrenhofes.

## Sport
An den Karstfelsen in der Nähe der Ortschaft wird seit alters her geklettert. Im Jahr 2011 wurde an den Felsen mit der Route Perlorodka die vermutlich schwerste Kletterroute der Tschechischen Republik durch Adam Ondra erstbegangen.